# Мараскиновая вишня

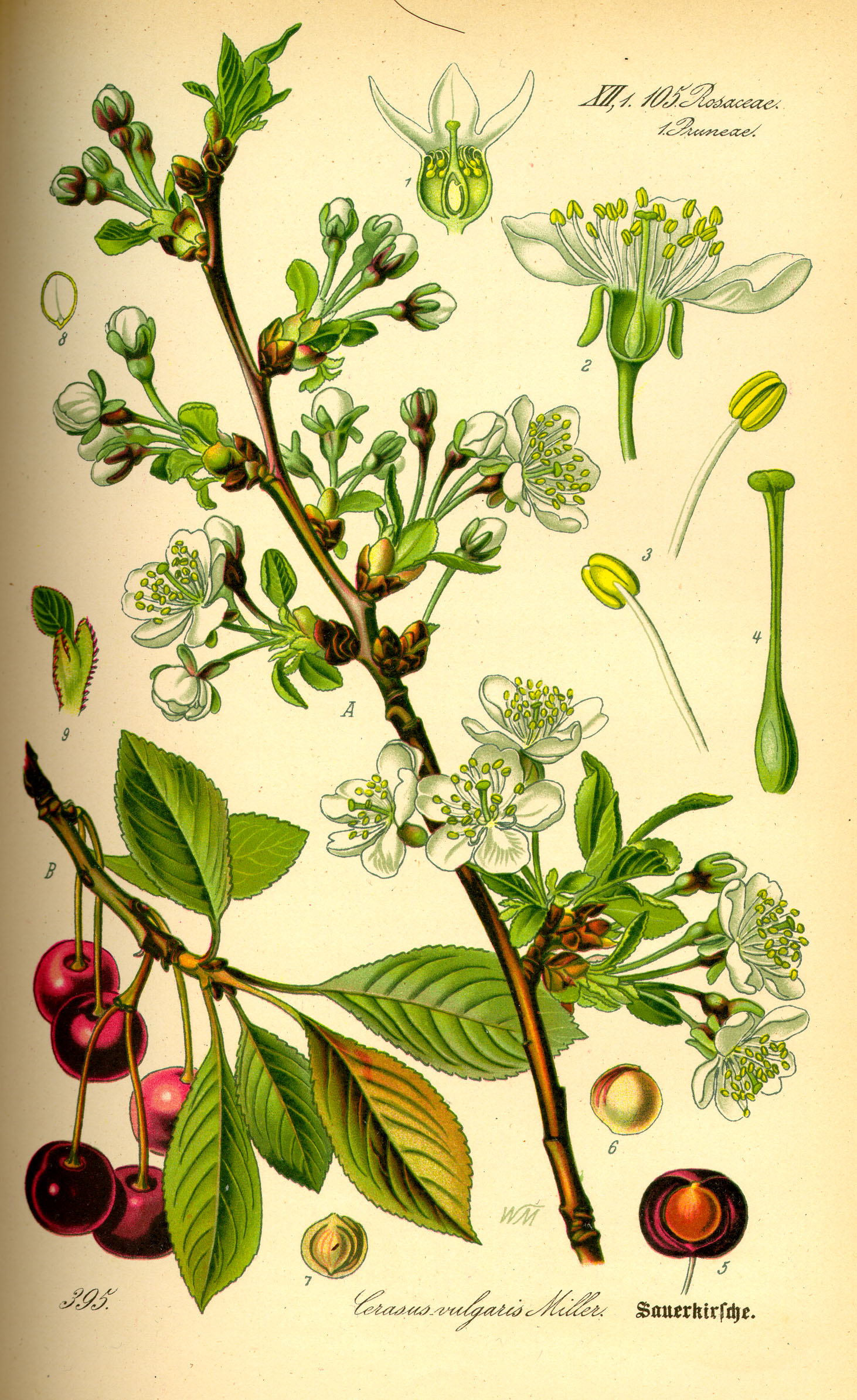
Prunus cerasus. Иллюстрация из издания Отто Вильгельма Томе

Мараски́новая ви́шня, мара́ска (лат. Prunus cerasus var. marasca, итал. marasca) — автохтонный вариант вишни, произрастающей на побережье Далмации в окрестностях Задара. Ныне культивируется также в других местностях Балкан и в Италии.
Плоды мараскиновой вишни почти не имеют мякоти, пахнут собственно вишней и горьким миндалём одновременно. Сорт был впервые научно описан Роберто де Визиани в труде Flora dalmatica («Флора Далмации», 1850). Из этой вишни производится ликёр мараскин. Коктейльная вишня первоначально производилась только из этого сорта, но в настоящий момент используют и другие сорта. В английском языке коктейльная вишня по прежнему называется мараскиновой. После того, как итальянское население Далмации было изгнано правительством Тито, вишню стали активно культивировать в Северной Италии, туда же было перенесено производство мараскина (параллельно, его продолжили делать в Югославии). По сравнению с другими видами черешни плод мараскиновой вишни меньше по размеру и более терпкий, даже горький на вкус, откуда происходит её название (от итальянского слова amaro, которое происходит от латинского слова amarus — горький).